# MonaOS
MonaOS (Microkernel Operating System with Network Suite Architecture) é um sistema operacional de código aberto escrito em C++ e distribuido sob a licença MIT. Devido ao seu pequeno tamanho 98kb compilado  é uma excelente forma para estudo da estrutura funcional de um Sistema Operacional.
De tão pequeno é possível executa-lo de um disquete 1.4". Entretanto, mesmo sendo pequeno seu tamanho o mesmo possui acesso a rede e até um navegador - o W3C. Atualmente está na versão 0.3.1, lançada em 17 de novembro de 2010. Possui um tocador de som e é manipulado principalmente a base do Shell.